# 엘리사 (이탈리아의 가수)
엘리사(Elisa, 1977년 12월 19일 ~ )는 이탈리아의 가수이다.